# Isroel Hopsztajn
Isroel Hopsztajn, też Izrael Icchak z Kozienic (ur. 1733 lub 1736/37 w Opatowie, zm. 14 września 1814 w Kozienicach) – żydowski kaznodzieja, kabalista, założyciel dynastii chasydzkiej Koźnic, zwany Magidem z Kozienic lub Rebem z Kozienic. Jeden z najważniejszych propagatorów chasydyzmu w centralnej Polsce.

## Życiorys
Urodził się w ubogiej rodzinie introligatora – Szabataja i Perl. Według legendy jego ojciec był w podeszłym wieku, a syn miał urodzić się dzięki błogosławieństwu Baal Szem Towa. Po śmierci ojca przeniósł się do Przysuchy, gdzie pracował jako mełamed. Następnie zamieszkał w Kozienicach, gdzie podjął pracę jako magid.
Był uczniem Dow Bera z Międzyrzeca, Samuela Szmelke Horowica, Elimelecha z Leżajska i Lewi Izaak z Berdyczowa. Przez całe życie ciężko chorował. Utrzymywał żywe kontakty z księciem Adamem Jerzym Czartoryskim. Miał przewidzieć upadek Napoleona w wojnie z Rosją.
Autor wielu prac dotyczących chasydyzmu, w tym Avodat Israel oraz komentarzy na temat Pirke Avot i pism kabalistycznych.
Był żonaty z Rojzą, miał dwóch synów i córkę. Jednym z jego synów był Mosze Eljokim Hopsztajn. Zmarł 14 dnia miesiąca Tiszri w 1814 roku.
Na cmentarzu żydowskim w Kozienicach znajduje się jego odbudowany ohel.